# NSTG Budweis
Die NSTG Budweis, vollständig Nationalsozialistische Turngemeinde Budweis, war ein deutscher Sportverein aus Budweis in Südböhmen, dem heutigen České Budějovice.

## Geschichte
Die NSTG Budweis wurde 1939 wie für Nationalsozialistische Turngemeinden üblich als Zusammenschluss der örtlichen Vereine in Budweis gegründet. Die Mannschaft spielte 1941/42 in der 1. Klasse des Bezirkes Oberdonau, also in Österreich (zu der Zeit Ostmark), wurde Meister, aber 1942 der Gruppe Mitte der Gauliga Sudetenland zugeordnet und konnte sich dort vor Vizemeister NSTG Aussig für die Meisterrunde des Sudetenlands qualifizieren, scheiterte dort jedoch hinter dem MSV Brünn. In der folgenden Spielzeit wurde die Mannschaft wie andere Klubs im östlichen Teil des Sportgaus der Gauliga Böhmen-Mähren zugeteilt. Dort verpasste die Mannschaft in der Gruppe Böhmen als Vizemeister hinter dem LSV Prag-Gbell die Endspiele um die Regionalmeisterschaft. Ob in der Spielzeit 1944/45 noch Spielbetrieb stattfand, ist unklar. Im Jahr 1945 erlosch der Verein.